# 张明楷
张明楷（1959年7月—），湖北仙桃人，中华人民共和国刑法学学者，清华大学法学院教授、博士生导师，东南大学兼职博士生导师。现任中国人权研究会常务理事、中国法学会理事、中国刑法学研究会副会长、中国警察法学研究会副会长、中国检察学研究会副会长、最高人民检察院专家咨询委员等职。曾兼任清华大学法学院副院长、北京市西城区人民检察院副检察长、最高人民检察院公诉厅副厅长、中南政法学院法律系主任、教授。曾为东京大学客员研究员，师从山口厚；东京都立大学客员研究教授，师从前田雅英；波恩大学高级访问学者。多次参与中国司法考试命题工作。

## 生平
1985年取得湖北财经学院（今中南财经政法大学）法学硕士，毕业后留校任教。1989年在东京都立大学法学部研修；1995年任东京大学法学部客座研究员，1996年任东京都立大学法学部客座研究教授。
1985年到1998年任中南政法学院法律系助教、讲师、副教授和教授。1998年2月到清华大学任教授，担任博士生导师至今。

## 著作
主要著作有：《犯罪论原理》（武汉大学出版社，1991年版）、《刑事责任论》（中国政法大学出版社，1992年版）、《刑法的基础观念》（中国检察出版社，1995年版）、《市场经济下的经济犯罪与对策》（中国检察出版社，1995年版）、《未遂犯论》（法律出版社，1997年版）、《刑法学》（法律出版社，1997年版，司法部第三届部级优秀教材一等奖）、《外国刑法纲要》（清华大学出版社，1999年版）、《刑法格言的展开》（法律出版社，1999年版）、《法益初论》（中国政法大学出版社，2000年版）、《刑法的基本立场》（中国法制出版社，2002年版）。
曾在《中国社会科学》、《中国法学》、《法学研究》等重点刊物上发表120余篇论文。

## 荣誉
- 2002年，第三届全国十大杰出中青年法学家